# 愤怒的白人
愤怒的白人有時也叫作愤怒的白人男性，是人們對美国持有保守观点的右翼白人的刻板印象。這些人一般对年轻人、女性或少数族裔以及自由主义者怀有敌意 。一些政治评论员就稱呼唐納·川普的男性支持者是愤怒的白人。
愤怒的白人這一概念始於1990年代初期，當時肯定性行动席卷職場，有些白人男性認為自己受到了不公正對待。